# Yusra Ben Yema
Yusra Ben Yema –en árabe, يسرى بن جمعة– (nacida el 22 de agosto de 1986) es una deportista tunecina que compitió en atletismo adaptado. Ganó una medalla de bronce en los Juegos Paralímpicos de Pekín 2008 en la prueba de lanzamiento de disco (clase F32-34/51-53).

## Palmarés internacional
| Juegos Paralímpicos | Juegos Paralímpicos | Juegos Paralímpicos | Juegos Paralímpicos |
| Año                 | Lugar               | Medalla             | Prueba              |
| ------------------- | ------------------- | ------------------- | ------------------- |
| 2008                | Pekín (China)       | Medalla de bronce   | Disco F32-34/51-53  |